# Хочибой
Хочибой (тадж. Хоҷибой) — село в районе Рудаки Республики Таджикистан. Входит в состав джамоата (сельской общины) Эсанбой района Рудаки.
Находится на расстоянии 31 км от райцентра (пгт. Сомониён) и 35 км от центра общины (село Эсанбой).
Население — 851 чел. (2017).